# Bočac (Banja Luka, BiH)
Bočac je naseljeno mjesto u sastavu Grada Banje Luke, Republika Srpska, Bosna i Hercegovina. U blizini je tvrđave Bočca koja se po prvi put spominje 1446. godine.

## Stanovništvo
| Bočac              |                 |                 |                 |
| godina popisa      | 1991.           | 1981.           | 1971.           |
| Srbi               | 1.670 (99,10 %) | 2.209 (98,96 %) | 2.389 (99,74 %) |
| Hrvati             | 1 (0,05 %)      | 3 (0,13 %)      | 1 (0,04 %)      |
| Muslimani          | 1 (0,05 %)      | 4 (0,17 %)      | 0               |
| Jugoslaveni        | 3 (0,17 %)      | 5 (0,22 %)      | 0               |
| ostali i nepoznato | 10 (0,59 %)     | 11 (0,49 %)     | 5 (0,20 %)      |
| ukupno             | 1685            | 2232            | 2395            |

## Gospodarstvo
U blizini se nalazi Hidroelektrana Bočac koja električnom energijom opskrbljuje Banju Luku. Ova HE je poznata i kao krajnja točka napredovanja hrvatskih snaga u operaciji "Južni potez", posljednjoj velikoj ratnoj operaciji u ratu u Bosni i Hercegovini.